# Mischlingsliga Wien
Die Mischlingsliga Wien (MLW, bis 1943 Teil der Sonderabteilung „NN“) war eine Widerstandsgruppe von Wiener Jugendlichen in der Zeit des Nationalsozialismus, die von 1938 bis 1944 existierte.

## Entstehung
Nach dem sogenannten „Anschluss“ Österreichs an das nationalsozialistische Deutschland im März 1938 fielen der Gestapo sämtliche Aufzeichnungen der Polizei des austrofaschistischen Ständestaats in die Hände, darunter Dokumente über die damals bereits illegale Kommunistische Partei Österreichs (KPÖ). Um eine Verhaftungswelle zu vermeiden, veranlasste die Auslandsleitung der KPÖ eine Umorganisierung der Parteistrukturen in Österreich. In diesem Zusammenhang wurde Ernst Otto Andreasch, ein „Mischling 1. Grades“ und Mitglied des Kommunistischen Jugendverbandes (KJV) Schwechat, damit beauftragt, eine kommunistische Widerstandsgruppe ins Leben zu rufen. Die Sonderabteilung „NN“ bestand aus drei Gruppen. Zu den Mitgliedern zählten Jugendliche, die gemäß den Nürnberger Gesetzen als „Nichtarier“ galten. Nachdem die jüdischen Mitglieder in Konzentrationslager deportiert worden waren, blieb nur mehr eine Gruppe übrig, die sich ab März 1943 Mischlingsliga Wien nannte.

## Mitglieder
Fast alle Mitglieder galten als „Mischlinge“, einige als „Geltungsjuden“. Viele waren kommunistisch organisiert, aber die Gruppe beschloss, parteiübergreifend aktiv zu werden, und nahm auch Sozialdemokraten, Monarchisten und Konservative auf. Der Älteste, Rudolf Miniböck, war 1917 geboren, der Jüngste, Kurt Schulhof, war Jahrgang 1927. Zu den über 200 Mitgliedern zählten Otto Ernst Andreasch, Hans Wewerka, Adolf Hübner, Kurt Bauer, Egon Schlesinger, Otto Rudolf Zorn, Hertha Zorn, Kurt Pollak, Ernst Adolf Komaretho, Edith Komaretho, Erich Lazar Küri und Heinz Schmissrauter. Die Gruppe verlor zunächst durch Flucht, ab 1941 durch Deportationen, kontinuierlich Mitglieder. Einige der Deportierten setzten den Widerstand in den Konzentrationslagern fort. Zwei ehemalige Mitglieder der Mischlingsliga, Otto und Gertrude Horn (geb. Fanto), berichteten nach 1945, dass sich zwei Mitglieder am Warschauer Ghettoaufstand beteiligt hätten.

## Tätigkeit
Das Hauptquartier der Mischlingsliga lag versteckt im Wienerwald in einer Höhle am Höllenstein. Dort und in der Lobau planten die Mitglieder ihre Aktionen. Ziel der Organisation war der Sturz des NS-Regimes und die Wiedererrichtung Österreichs. Zu diesem Zweck verbreiteten die Mitglieder antinazistische Propaganda. Neben der Schulungsarbeit wurden Flugzettelaktionen durchgeführt, aber auch Sabotageakte in Rüstungsbetrieben und anderen Fabriken sowie im Verkehrswesen. Ab 1943 knüpfte die Mischlingsliga Kontakte zur jugoslawischen Partisanenbewegung.
Obwohl es der Gestapo 1943 gelungen war, die meisten kommunistischen Widerstandsgruppen zu zerschlagen, wurde die Mischlingsliga erst 1944 ausgehoben. Zunächst wurde Robert Pollak verhaftet. Er verriet die Ziele der Organisation sowie die Namen und Adressen der Mitglieder. Wenige Tage später wurden 16 weitere Mitglieder verhaftet und wegen Hochverrats und Feindbegünstigung angeklagt. Einige wurden ohne Gerichtsverfahren ins Konzentrationslager deportiert, andere kamen in Haftanstalten.